# Kościół św. Kazimierza w Kotlinie
Kościół św. Kazimierza w Kotlinie – rzymskokatolicki kościół parafialny we wsi Kotlin, w gminie Kotlin, w powiecie jarocińskim, w województwie wielkopolskim. Należy do dekanatu Czermin. Mieści się przy ulicy Staszica.

## Historia
Świątynia została wybudowana w 1858 roku. Jego budowa rozpoczęła się w 1855 roku, natomiast wnętrze zostało wyposażone do 1868 roku. Budowa została rozpoczęta przez księdza Wojciecha Niedzielskiego, a została zakończona przez księdza Stanisława Rymarkiewicza. Świątynię ufundował Teodor Mukułowski. W czasie II wojny światowej budowla została przeznaczona przez Niemców na magazyn.

## Architektura
Budowla jest orientowana (mieści się na osi wschód-zachód), neogotycka, o jednej nawie, murowana z cegły, nie posiada wieży, tylko sygnaturkę, ma boczną kaplicę oraz niższą od nich zakrystię. Długość świątyni razem z zakrystią to 29 metrów, szerokość - 11 metrów, wysokość - 8,5metra. Świątynia ma piwnice, tylko pod kaplicą jest umieszczony grobowiec rodziny Mukułowskich.

## Wyposażenie
Wnętrze posiada cechy stylu barokowego. Ołtarze wykonane są z drewna o tym samym układzie konstrukcyjnym i rytmicznym, posiadają polichromie ze złoceniami. Są dużo starsze, bo pochodzą ze świątyni z 1734 roku. Dlatego obecną budowlę zbudowano niejako ,,do ołtarzy”. Obraz znajdujący się głównym ołtarzu to kopia obrazu Bartolomé Estebana Murilla znajdującego się w Rzymie. W ołtarzu bocznym św. Kazimierza jest umieszczona powiększona kopia św. Kazimierza. Obraz ten poświęcił papież Pius IX w dniu 29 stycznia 1868 roku. Obraz św. Jana z Dzieciątkiem został ufundowany po zakończeniu II wojny światowej przez żołnierzy Armii Krajowej. W głównym ołtarzu umieszczone są relikwie św. męczenników Urbana i Lididiusza.